# Anosia pleistarchus
Anosia pleistarchus är en fjärilsart som beskrevs av Hans Fruhstorfer 1912. Anosia pleistarchus ingår i släktet Anosia och familjen praktfjärilar. Inga underarter finns listade i Catalogue of Life.